# Polnarévolution
Albums de Michel Polnareff
Polnareff's
(1971)  Michel Polnareff
(1974)
Polnarévolution est un album live de Michel Polnareff sorti en 1972.

## Histoire
Michel Polnareff présente à l'Olympia de Paris, du 6 au 22 octobre 1972, le spectacle Polnarévolution.
L'album live dans son édition originale est vendu avec l'affiche promotionnelle de l'événement[réf. nécessaire]. Celle-ci fait scandale : placardées à 6 000 exemplaires, le 2 octobre 1972 dans toute la capitale, elles montrent Polnareff travesti et les fesses nues,. Les affichistes collent un petit rectangle noir sur les fesses du chanteur et le syndicat des affichistes porte plainte. Le tribunal correctionnel le condamne à 60 000 francs d'amende pour attentat à la pudeur, somme payée par sa maison de disque. Lorsque deux mois plus tard, après le succès de son premier Olympia, il décide de refaire un spectacle et une nouvelle affiche, il se présente sur celle-ci nu, de face, les mains levées, avec le même chapeau champêtre que sur l'affiche précédente qui cache son sexe.
Le concert Polnarévolution est une innovation : il est le premier concert français à bénéficier du son 5.1[réf. nécessaire]. Les musiciens, les Dynastie Crisis, sont vêtus de collants noirs, d'un haut en plastique, Polnareff est recouvert de paillettes argentées, les costumes étant confectionnés par Paco Rabanne. Leurs instruments sont fabriqués en plexiglas,[source insuffisante]. Au début du concert, une fille du Crazy Horse déguisée en Polnareff arrive de dos et baisse son pantalon en référence à l’affiche.

## Liste des titres
1. Le Bal des Laze
2. Tous les bateaux, tous les oiseaux
3. Je cherche un job
4. Qui a tué grand-maman ?
5. La Mouche
6. Âme câline
7. Dans la maison vide
8. Ça n'arrive qu'aux autres
9. Gloria
10. On ira tous au paradis
11. La Trompette
12. Love Me, Please Love Me
13. Boogie Woogie